# Cavallet de mar foliaci
El cavallet de mar foliaci (Phycodurus eques) és un peix marí emparentat amb el cavallet de mar. És l'únic membre del gènere Phycodurus. És autòcton de les aigües que voregen les costes sud i oest d'Austràlia, i generalment viu en aigües temperades i poc profundes. El nom anglès (leafy sea dragon, drac de mar foliós) li ve per la seva aparença, amb llarges prolongacions en forma de fulla al voltant de tot el cos. Aquestes prolongacions no les utilitza per propulsar-se, sinó que li serveixen per camuflar-se. El Phycodurus eques es propulsa mitjançant una aleta pectoral situada a prop del coll i una aleta dorsal propera al final de la cua. Aquestes dues petites aletes són gairebé transparents i difícils de veure perquè només es mouen el necessari per moure l'animal suaument, completant així el camuflatge d'alga flotant.
De la mateixa manera que en el cas del cavallet de mar, el seu nom prové de la semblança amb un altre animal (en aquest cas, un animal mític). Encara que no sigui tan gran com un monstre marí, és molt més gros que un cavallet de mar, perquè poden arribar a créixer fins a 45 cm. S'alimenten de plàncton, algues i altres petits organismes marins, i el seu únic depredador és l'home. Les femelles dipositen els ous a la cua del mascle, on romanen fins a arribar a la maduresa. Les poblacions de Phycodurus eques s'han vist amenaçades per la contaminació i els residus industrials, així com pels submarinistes que els col·leccionen pel seu aspecte únic. En resposta a aquests perills, el govern australià els ha declarat oficialment espècie protegida.
Una espècie emparentada amb el Phycodurus eques és el Phyllopteryx taeniolatus (o cavallet de mar d'algues), que és verd, té aletes en forma d'alga i és molt més petit que el Phycodurus eques. Segons la revista National Geographic de novembre de 2006, podrien ser dues varietats de la mateixa espècie.
El Phycodurus eques és l'emblema marí oficial de l'estat d'Austràlia Meridional.